# Un pays qui se tient sage
Pour plus de détails, voir Fiche technique et Distribution.
Un pays qui se tient sage est un documentaire français réalisé par David Dufresne, sorti en 2020.

## Contenu
Premier long métrage du journaliste pour le cinéma, le film est constitué de vidéos tournées entre novembre 2018 et février 2020 pendant le mouvement des Gilets jaunes, par des manifestants ou des journalistes indépendants. Elles illustrent des affrontements entre manifestants et policiers s'étant produits lors des derniers mouvements sociaux qu'a connus la France, plus particulièrement des violences émanant des forces de l'ordre.
Les images sont projetées dans une salle de cinéma devant différentes personnes, des gens blessés lors des manifestations, des universitaires ou des policiers, qui les commentent ensuite.
En faisant intervenir à la fois des personnalités des mouvements sociaux, des intellectuels et des policiers, David Dufresne souhaite interroger le maintien de l'ordre en France et la légitimité de l'usage de la violence par l'État,.

## Fiche technique
Sauf indication contraire, les informations mentionnées dans cette section peuvent être confirmées par la base de données cinématographiques Unifrance,  présente dans la section « Liens externes ».
- Titre : Un pays qui se tient sage
- Réalisation : David Dufresne
- Photographie : Edmond Carrère
- Son : Clément Tijou, Théo Serror et Laure Arto
- Montage : Florent Mangeot
- Production : Gabrielle Juhel
- Sociétés de production : Le Bureau et Jour 2 fête
- SOFICA : Cinéventure 5
- Pays de production :  France
- Langue originale : français
- Genre : documentaire
- Format : couleur
- Durée : 86 minutes
- Dates de sortie :
  - Belgique : 6 septembre 2020 (Festival international du film de Bruxelles)[7] ; 7 octobre 2020 (sortie nationale)
  - France : 30 septembre 2020
  - Suisse romande : 7 octobre 2020

## Distribution
Les intervenants sont pour toute la durée du documentaire interrogés sur les images qu'ils voient. Le spectateur ne connaîtra pas la qualité de l'invité avant la fin de la séance. Les personnes sont :
- Gwendal Leroy, cariste
- Patrice Philippe, chauffeur routier
- Michel Forst, rapporteur spécial des Nations unies
- Bertrand Cavallier, général de gendarmerie
- Mathilde Larrère, historienne
- Patrice Ribeiro, secrétaire général Synergie-officiers
- Anthony Caillé, secrétaire national CGT intérieur
- Benoit Barret, secrétaire national Alliance police
- William Bourdon, avocat
- Mélanie N'goyé-Gaham, travailleuse sociale
- Vanessa Langard, décoratrice
- Manon Retourné, mère au foyer
- Sébastien Maillet, plombier
- Rachida Sriti, psychopraticienne
- Myriam Ayad, mère au foyer
- Romain Huët, ethnographe
- Ludivine Bantigny, historienne spécialiste de Mai 68
- Vanessa Codaccioni, historienne, maître de conférences en sciences politiques
- Fabien Jobard, sociologue, directeur de recherches au CNRS
- Sebastian Roché, docteur en sciences politiques et criminologue
- Monique Chemillier-Gendreau, juriste et professeur de droit public
- Alain Damasio[3], écrivain
- Taha Bouhafs, journaliste
- Arié Alimi, avocat et membre de la Ligue des droits de l'Homme

À la fin du documentaire, l'équipe a précisé toutes les invitations ayant été envoyées et les personnes ou institutions n'ayant pas donné suite :
- Procureur de la République de Paris
- Directeur général de la police nationale
- Direction centrale des CRS
- Direction centrale de la sécurité publique
- Inspection générale de la police nationale
- Préfecture de police de Paris

Selon Marie-Odile Diemer, il s'agit là de « l'angle mort de l'analyse ».

## Accueil
Un pays qui se tient sage est soutenu par la Quinzaine des réalisateurs.
Très bien reçu par la critique, le film est classé parmi les 20 meilleurs longs métrages de l'année 2020 par Libération, les 15 meilleurs par Télérama, et meilleur film 2020 tous genres confondus pour Technikart.

## Analyse
Les procédés de répétition et de juxtaposition peuvent donner du film l'impression d’être à charge. Des critiques ont souligné le manque de contextualisation de certaines images.
Par la juxtaposition d'opinions différentes, le film est un appel à débattre, il défend une « éthique de la discussion. Comme on ne connaît l’identité des intervenants qu'au moment du générique, leur anonymisation les met sur un pied d’égalité ».

## Distinctions

### Récompenses
- 26e cérémonie des Lumières : Lumière du meilleur documentaire[14]
- 2022: Grand Prix et Prix de la presse internationale[15] MyFrenchFilmFestival

### Nominations
- César 2021 : Meilleur film documentaire[16]
- 2020 : Soutien de la Quinzaine des réalisateurs[17]